# Corbin (Kentucky)
Pour les articles homonymes, voir Corbin.
Corbin est une ville des États-Unis située entre les comtés de Whitley et de Knox, dans le sud-est du Kentucky. Elle comptait 7 742 habitants lors du recensement de 2000. C'est dans cette ville que l'enseigne KFC est née. Un musée lui est même dédié, ce n'est autre que le lieu du premier KFC au monde. 